# Kevin Jones
Kevin Scott Jones (nascido em 12 de Maio de 1967) é um BMX freestyler. 
Jones foi criado em York, Pennsylvania, EUA, começou a andar de BMX com 11 anos e a correr em BMX Race em 1982. Apesar de ter algum sucesso desistiu das corridas porque gostava mais de Dirt Jumping (saltos em terra com a BMX).
Em 1983 Jones ganhou um grande interesse em breakdance e formou um grupo com os bmxers Mark Eaton, Mike Daily, Jamie McKulik e Dale Mitzel, chamado os Cardboard Lords. Uns anos mais tarde em Abril de 1985 já tinham ganho várias competições locais incluindo um programa de televisão chamado The Great York Talent Hunt. No entanto a popularidade do brakedance começou a diminuir e o Jones voltou para o BMX. Nessa altura o Mike Daily introduziu Jones a sua equipa de freestyle, os Plywood Hoods e mostrou a sua moderna BMX de Freestyle. Jones realizou que com a montagem de alguns componentes como pegs e um rotor premitia uma maior variedade de manobras em cima da bicicleta e foi logo comprar uma Hutch TrickStar.

## Carreira de Flatland
Em 1987 Jones participou na sua primeira competição, o AFA Masters em Austin-Texas, onde mostrou 3 manobras novas inventadas por ele: o Trolley, o Locomotive, e o Steamroller. Toda a gente ficou impressionado pois nunca tinham visto tais manobras. Jones acabou por ficar em segundo lugar na categoria 19+ anos, atrás do campeão da altura Rick Motiterno mas o público não gostou da decisão e os juízes foram vaiados. Mas não foi uma derrota total pois o manager da equipa Skyway viu no Jones um atleta que podia derrotar os profissionais da época (Martin Aparijo, R.L. Osborn e Dennis McCoy) e assinou logo contracto com ele.
Alguns meses mais tarde, ganhou o primeiro lugar na categoria 19+ Expert no Velodrome em Carson-California, onde fez outra prova impressionante e divulgou mais uma manobra nova chamado "dump truck". Foi comentado que se tivesse entrado na categoria PRO tinha ganho.
Por volta dessa altura o Mark Eaton, agora realizador, lançou o primeiro de uma série de videos de BMX Freestyle intitulado Dorkin' In York. Os videos Dorkin', como seriam conhecidos mais tarde, capturavam andamento de BMX em flatland, rampas e street. A série de videos continuou durante vários anos divulgando as ultimas manobras de Jones e os Plywood Hoods, cobertura de grandes campeonatos e jams e sessões de treino privados. 
Eaton lançou  recentemente a coleção inteira numa boxset DVD intitulado Dorkin' in York - The Complete DVD Collection.
Durante 1989 Jones foi patrocinado pela GT Bicycles e foi o último ano em que participou em competições.
Em 1990 a Granola Bar Company contratou Jones para dilvulgar o seu produto na televisão nacional. Esse mesmo ano, Jones fez um tour nacional com a marca de BMX Wilkerson Airlines. No entanto, depois desta nova fama Jones começa a afastar-se e à parte das instalações de Dorkin' in York virtualmente desapareceu da cena BMX.
Entre 1 de Junho e 21 de Agosto de 1991 Jones e os "Plywood Hoods" (Mark Eaton e Chase Gouin) fazem um tour de verão aos EUA com o apoio da Peregrine.
2000 - Jones participou numa demo juntamente com Chad DeGroot, Andrew Faris, Trevor Meyer e Leif Valen nos Gravity Games em Rhode Island, EUA.
No documentário Joe Kid on a Stingray (2005), sobre a história do BMX, Jones é referenciado pelo seu contruíbuto no BMX flatand e vários atletas profissionais dos anos 80 confessam o seu medo de concorrer contra Jones se este tivesse subido do escalão amador para profissional.  
Em 2006 Kevin Jones foi visto (online) a fazer manobras numa BMX modificada com pedais na roda da frente (uniciclo). Um video na sua pagina Myspace  mostra Kevin a andar numa segunda versão dessa BMX onde a roda da frente foi modificada para uma "uniciclo de roda-livre".
Podem ver um clip no youtube com o título "Kevin Jones Unibike".
Mais recentemente, durante a York Jam 2010, Kevin Jones foi visto a fazer flatland com uma BMX Sunday Model C ("Cruiser" de roda 24").

## Quadros de BMX
1992 - Juntou-se a Peregrine para fabricar o quadro dos Plywood Hoods mas não passou de um prototipo.
1993 - A Hoffman Bikes lançou o quadro "Big Daddy", especifico para flatland, desenhado pelo Kevin Jones e que seria um sucesso de vendas ate 1996. Também tornou-se popular para rampas sendo utilizado pelo Jay Miron entre outros. 
2002 - Jones junta-se ao Scott Powell para criar uma nova marca de BMX - Dividual. O primeiro quadro "Polecat" tinha como base o quadro criado anteriormente pelo Powell para a sua propria marca Powell Bikes. Mais tarde surgia dois novos quadros, o "Brace", desenhado pelo Brandon Fenton e o "Cold Embrace", desenhado pelo Chase Gouin. Todos os quadros eram fabricados nos EUA. A Dividual durou apenas mais 2 anos.
2006 - Em Agosto a Hoffman Bikes anunciou que Kevin Jones voltava a equipa e que ia desenhar um quadro novo. 
2007 - Em finais de 2007 é lançado o novo quadro "Strowler" que já vai na quarta versão (2008, 2009, 2010, 2011).

## Revistas
Durante a sua carreira, Kevin Jones teve várias entrevistas e foi capa de várias revistas:
1988, Fev. - Freestylin' #33 - Skyway Street Scene bike test com Kevin Jones;

1988, Abr. - American Freestyler - Entrevista;

1989, Ago. - Freestylin' #51 - Capa e entrevista;

1990, Jun. - Bicross and Skate magazine #89 - Entrevista;

1991, Mar. - BMX Plus! - Entrevista;

1995, Out/Nov. - Ride BMX US - Entrevista;

1996, Nov. - BMX Plus! - Entrevista;

2005, Ago. - Ride BMX UK - Entrevista;

2008 - Livro Freestylin' - Entrevista